# Himmel und Hölle (Jakes)
Himmel und Hölle (OT: Heaven and Hell) ist ein historischer Roman des US-amerikanischen Autors John Jakes aus dem Jahr 1987. Er ist die Fortsetzung der Romane Die Erben Kains und Liebe und Krieg aus den Jahren 1982 und 1984 und der Abschluss der Trilogie um die Familien Hazard und Main in der Zeit vor, während und nach dem Sezessionskrieg. Himmel und Hölle schildert das Schicksal der Hazards und der Mains nach Ende des Amerikanischen Bürgerkrieges.

## Handlung
Nach dem Bürgerkrieg durchleben die Hazards und die Mains die mühsame Ära der Reconstruction. Im Mittelpunkt der Handlung steht nun Charles Main, der im Westen an Kriegen gegen aufständische Indianer teilnimmt. In Pennsylvania wird Georges Hazards Frau Constance von dessen alten Widersacher Elkanah Bent ermordet, während Orry Mains Witwe Madeline unter schwierigen wirtschaftlichen und politischen Bedingungen versucht die Plantage der Mains, Mont Royal, in South Carolina wiederaufzubauen. Hierbei wird sie unter anderem vom Ku Klux Klan attackiert. Ihre Schwägerin Ashton versucht, die Plantage in ihren Besitz zu bringen, was nur dank der unerwarteten Hilfe von Virgilia Hazard verhindert werden kann. Charles Main stellt und henkt Elkanah Bent, der Charles Mains Sohn Gus entführt hatte.
Erst die Weltausstellung 1876 in Philadelphia führt die Familien Main und Hazard wieder zusammen; der verwitwete George Hazard verliebt sich in Madeline, die Witwe seines besten Freundes Orry Main.
Das Ende des Romans springt in das Jahr 1883 in dem die Söhne von Charles Main, der inzwischen ein erfolgreicher Rancher in Texas ist, und Billy Hazard, inzwischen Grundstücksmakler in Kalifornien, sich in der Militärakademie West Point einschreiben, so wie Orry Main und George Hazard einundvierzig Jahre zuvor.

## Charaktere

### Charles Main
Charles Main ist ein traumatisierter Bürgerkriegsveteran und will im Westen der Kavallerie beitreten, was ihm aber aufgrund seiner Vergangenheit in der Konföderiertenarmee zunächst nicht gelingt. Er schließt sich dem Händler Adolphus an, der mit den Indianerstämmen der Region um St. Louis Geschäfte macht, und lernt in St. Louis die junge Schauspielerin und Indianerrechtsaktivistin Willa Park kennen. Als sein Geschäftspartner von Cheyenne-Indianern ermordet wird, tritt Charles erneut der Kavallerie bei, wo er kurzzeitig unter General George Armstrong Custer dient. Seine Beziehung zu Willa Park scheitert zunächst an seiner Verbitterung. Erst ein sinnloses Massaker an Indianern unter General Custer öffnet ihm die Augen; er befreit seinen entführten Sohn, kommt wieder mit Willa zusammen und wird Rancher in Texas.

### Madeline Main
Madeline ist die Witwe von Orry Main, der im Bürgerkrieg fiel. Sie verwaltet die Plantage Mont Royal, die sie nach ihrer Zerstörung wiederaufbauen möchte. Als sie beabsichtigt, dort eine Schule für Schwarze zu gründen, überwirft sie sich mit Orrys älterem Bruder Cooper. Aufgrund ihrer Abstammung, eine ihrer Urgroßmütter war eine Farbige, ist sie zunehmenden Repressalien ausgesetzt. Trotz aller Widrigkeiten schafft sie es, Mont Royal wiederaufzubauen. Am Ende des Romans kommt sie mit George Hazard zusammen, obwohl sie noch immer nur den verstorbenen Orry liebt.

### George Hazard
George Hazard ist Besitzer der Eisenwerke Hazard Iron in Lehigh Station, Pennsylvania und Absolvent der West Point-Militärakademie, zu Beginn des Romans 41 Jahre alt. Er ist mit Constance verheiratet, die von Elkanah Bent ermordet wird. Daraufhin zieht er sich für einige Jahre nach Europa zurück. Nach seiner Rückkehr aus Europa wirkt er aktiv an der Organisation der Weltausstellung 1876 mit und organisiert bei dieser ein Familientreffen der Hazards und Mains. Kurz nach diesem gesteht er Madeline seine Liebe, beide werden ein Paar.

### Cooper Main
Cooper ist der ältere Bruder des verstorbenen Orry Main. Er ist der Erbe der im Sezessionskrieg zerstörten Plantage Mont Royal, deren Verwaltung er an seine Schwägerin Madeline abgetreten hat. Er selbst versucht seine vor dem Krieg der Konföderation überschriebene Reederei in Charleston wiederaufzubauen und entwickelt einen zunehmenden Hass auf die zahlreichen freigelassenen und arbeitsunwilligen Farbigen sowie die zunehmenden politischen Einflüsse aus den Nordstaaten. Er entfremdet sich zunehmend von seiner Frau Judith und verstößt seine Tochter Marie-Louise als diese sich in den Nordstaaten-Offizier Theo German verliebt und ihn heiratet. Mit Madeline überwirft er sich, weil sie erst eine Schule für Farbige auf Mont Royal errichtet und dann mithilfe von Investoren aus dem Norden Phosphatabbau auf Mont Royal betreibt. Mont Royal verkauft er an seine Schwester Ashton, die es dann nicht ganz freiwillig an Madeline überschreibt.

### Virgilia Hazard
Virgilia, die ein Jahr ältere Schwester von George, die einst als radikale Abolitionistin mit ihrer Familie gebrochen hatte, setzt sich für die Gleichstellung der nach dem Krieg freigelassenen Sklaven ein. Sie versöhnt sich mit ihrem Bruder George nach dem Tode von dessen Frau und beginnt eine Liaison mit ihrem Arbeitgeber, dem farbigen Waisenhausbetreiber Sipico Brown, den sie später heiratet. Als in Lehigh Station ein Telegramm der verzweifelten Madeline eintrifft, die Mont Royal zu verlieren droht, reist sie nach South Carolina und schafft es gemeinsam mit Charles Main, dass Mont Royal im Besitz der Familie bleibt.

### Ashton Huntoon, geb. Main
Ashton ist die jüngere Schwester von Cooper, die von der Familie verstoßen wurde. Nachdem ihr verstorbener Ehemann James Huntoon sie vor seinem Tod enterbt hatte, lebt sie zunächst allein und mittellos als Prostituierte in Santa Fe und sinnt auf Rache gegen ihre Familie. Sie nutzt die Gunst eines Freiers, des Klavierbauers Will Fenway, aus, um aus dem Bordell zu fliehen. Mit Fenways Hilfe schafft sie es, wieder vermögend zu werden, und versucht, sich ihre Heimat Mont Royal anzueignen; Virgilia und Charles verhindern dies mit einer List. Ihre Ehe mit Fenway scheitert und sie betreibt 1876 ein Bordell in Chicago.

### Stanley Hazard
Stanley ist der ältere Bruder von George. Er ist Ministerialbeamter in Washington und hat ein Alkoholproblem. Auf Anraten des Politikers Simon Cameron, den er seit Jahren finanziell unterstützt, verlässt er seine Frau Isabel, als herauskommt, dass diese in unlautere Geschäfte im Süden verwickelt ist.

### Billy und Brett Hazard
William „Billy“ Hazard ist der jüngste Sohn der Hazard-Familie. Er geht nach dem Ende seiner Militärkarriere mit seiner schwangeren Frau Brett, geborene Main, als Bauunternehmer nach Kalifornien.

### Elkanah Bent
Bent ist ein alter Erzfeind der Hazards und Mains. Nach einer schweren Verletzung, die er sich im Kampf mit Orry Main zugezogen hatte, geistig labil, sinnt er auf Rache an den Familien. Er ermordet Constance Hazard und entführt Charles’ Sohn. Charles spürt ihn auf und tötet ihn.

## Veröffentlichung
Himmel und Hölle stieg 1987 auf Rang 8 in die Bestseller-Liste der New York Times ein und stieg danach bis auf Rang 2 der Bestsellerliste. Es war 1987 der fünfthäufigst verkaufte Roman in den Vereinigten Staaten.
Die deutschsprachige Erstausgabe erschien 1988 im Verlag Bastei-Lübbe.

## Verfilmung
Der Roman wurde 1994 als dreiteilige Miniserie unter dem Titel Heaven & Hell: North & South, Book III verfilmt. In Deutschland und Österreich lief diese als dreizehnte bis fünfzehnte Folge bzw. dritte Staffel der Serie Fackeln im Sturm.
Gegenüber der Verfilmung der ersten beiden Bände stieß Heaven & Hell: North & South, Book III auf heftige Kritik. Ein Hauptproblem war, dass die Verfilmung der ersten beiden Bände, die vor dem Erscheinen von Himmel und Hölle verfilmt wurden, eine in sich abgeschlossene Handlung hatten, an die nun nur schwer angeknüpft werden konnte. Auch standen einige Darsteller der Verfilmung von 1985/86 nicht mehr zur Verfügung, so wurde unter anderem Lewis Smith, dessen Charakter Charles Main in der dritten Staffel eine bedeutende Rolle spielt, durch Kyle Chandler ersetzt. Um die Handlung logisch fortführen zu können, musste der Charakter Orry Main zu Beginn von Heaven & Hell: North & South, Book III sterben, da er eigentlich schon während des zweiten Bandes verstorben war. Mit dem von Patrick Swayze verkörperten Orry verlor die Serie einen wichtigen Sympathieträger. Weiterhin war es notwendig, den Charakter Cooper Main nachträglich einzuführen, der in der Verfilmung der ersten Bände nicht erwähnt wurde, für die Handlung des dritten Bandes aber unerlässlich war.
Wie schon die Verfilmung von Liebe und Krieg weicht die Verfilmung in zahlreichen Details vom Roman ab. So schließt sich Cooper im Roman nicht dem Ku-Klux-Clan an und wird nicht getötet; auch ist er es, der an Stelle von Madeline Phosphat auf Mont Royal abbaut. Die Charaktere Virgilia Hazard, Andy Sherman und Marie-Louise Main kommen in der Verfilmung nicht vor; George jagt und stellt Bent in der Verfilmung gemeinsam mit Charles, statt in Europa zu weilen, und verliebt sich in der Verfilmung nicht erst 1876 in Madeline, sondern bereits kurz nach Constances Tod. Statt der wegen Mordes gehängten Virgilia verhindert Will Fenway, dass Ashton Mont Royal erhält. Mont Royal wird während der Filmhandlung auch noch nicht wieder aufgebaut.